# Erigeron subspicatus
Erigeron subspicatus là một loài thực vật có hoa trong họ Cúc. Loài này được Benth. ex Oerst. mô tả khoa học đầu tiên năm 1852.